# نوريماسا ناكانيشي
نوريماسا ناكانيشي (باليابانية: 中西 規真) (11 أبريل 1991 في هيوغو في اليابان – )؛ هو لاعب كرة قدم ياباني سابق كان يلعب كمدافع.

## وصلات خارجية
- نوريماسا ناكانيشي على موقع رابطة كرة القدم اليابانية للمحترفين (اليابانية)
- نوريماسا ناكانيشي على موقع Soccerway.com (الإنجليزية)